# Mandacou
Mandacou ist eine frühere französische Gemeinde mit zuletzt 196 Einwohnern (Stand 1968) im Département Dordogne in der Region Nouvelle-Aquitaine (vor 2016: Aquitanien).
Am 1. Januar 1973 schlossen sich die ehemaligen Gemeinden Falgueyrat, Mandacou und Eyrenville zur neu entstandenen Gemeinde Plaisance zusammen, wobei die früheren Gemeinden den Status einer Commune associée erhielten. Der Hauptort von Plaisance wurde dabei Eyrenville. Durch Beschluss nach dem Referendum vom 17. Januar 2010 wurde der Zusammenschluss in die Form einer einfachen Fusion der drei communes associées umgewandelt, bei der die früheren Gemeinden in Plaisance integriert wurden.

## Geographie
Mandacou liegt ca. 15 km südsüdöstlich von Bergerac im Gebiet Bergeracois der historischen Provinz Périgord.

## Geschichte
Der Ort, auf einem Kalksteinplateau gelegen, besitzt einen urgeschichtlichen Fundort.

### Toponymie
Der Names des Orts könnte auf die indogermanischen Wörter manda (deutsch Höhe, Höchstgrenze) und cou (deutsch steiniger Ort) zurückgehen.
Toponyme und Erwähnungen von Mandacou waren:
- Mandaco (1464, Schriftensammlung von Lenquais),
- Mandacou (1750, Karte von Cassini),
- Maudacon (1793, Notice Communale),
- Mandacou (1801, Bulletin des Lois).[4][5][6]

### Einwohnerentwicklung
Nach Beginn der Aufzeichnungen stieg die Einwohnerzahl bis zur ersten Hälfte des 19. Jahrhunderts auf einen Höchststand von rund 475. In der Folgezeit sank die Einwohnerzahl bei kurzen Erholungsphasen bis zur Auflösung der Gemeinde auf rund 200 Einwohner.
| Jahr      | 1962 | 1968 | 1975 | 1982 | 1990 | 1999 | 2006 | 2010 | 2022 |
| --------- | ---- | ---- | ---- | ---- | ---- | ---- | ---- | ---- | ---- |
| Einwohner | 224  | 196  | -    | -    | -    | -    | -    | -    | -    |

## Sehenswürdigkeiten

### PfarrkircheSaint-Pierre-ès-Liens
Sie wurde im 19. Jahrhundert im Stil des Eklektizismus neu errichtet. Die Kirche besitzt einen Glockengiebel in Glockenform und hat ursprüngliche Wände und ein Eingangsportal aus dem 14. Jahrhundert bewahrt.

Pfarrkirche Saint-Pierre-ès-Liens
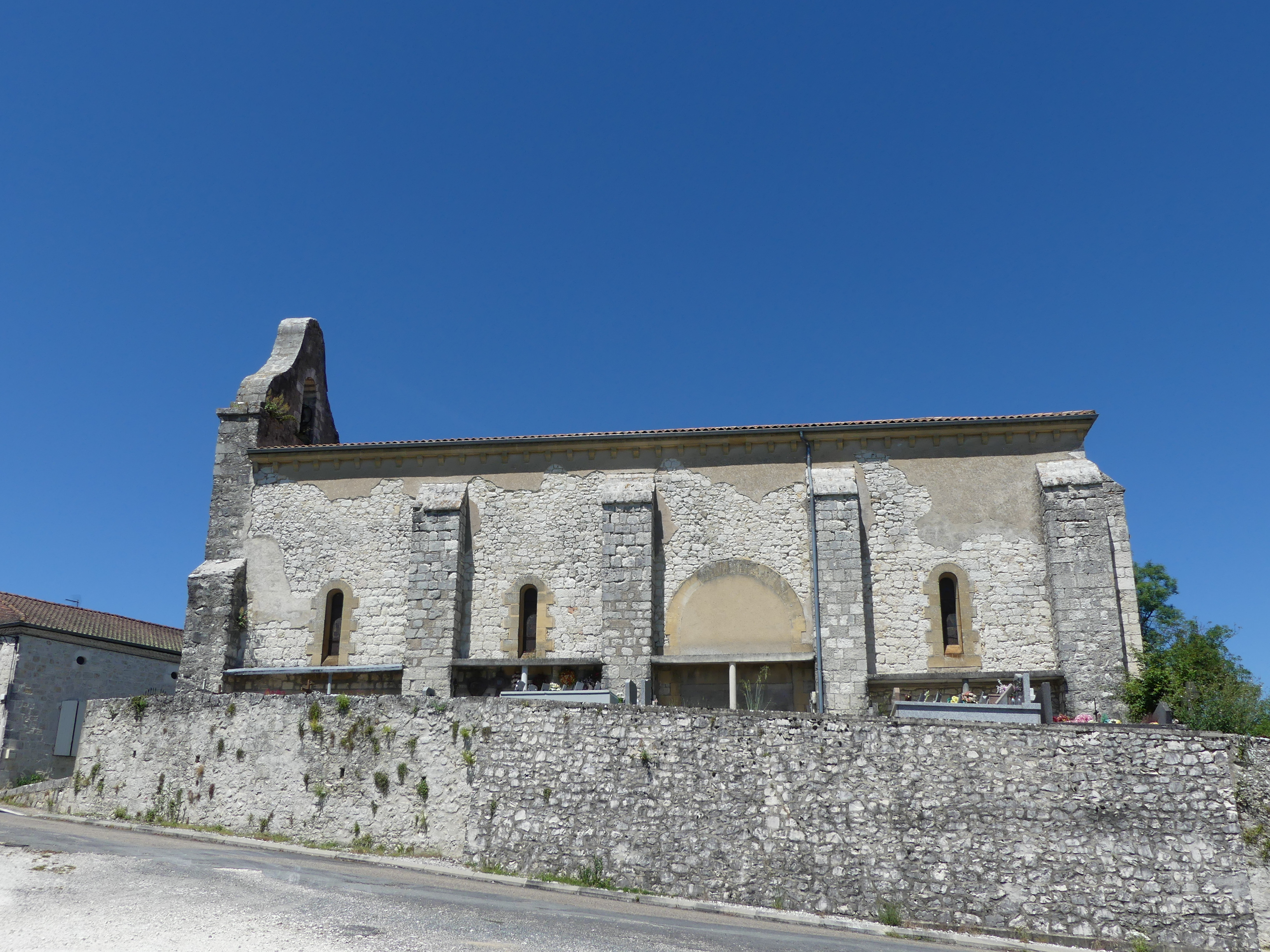
Südfassade
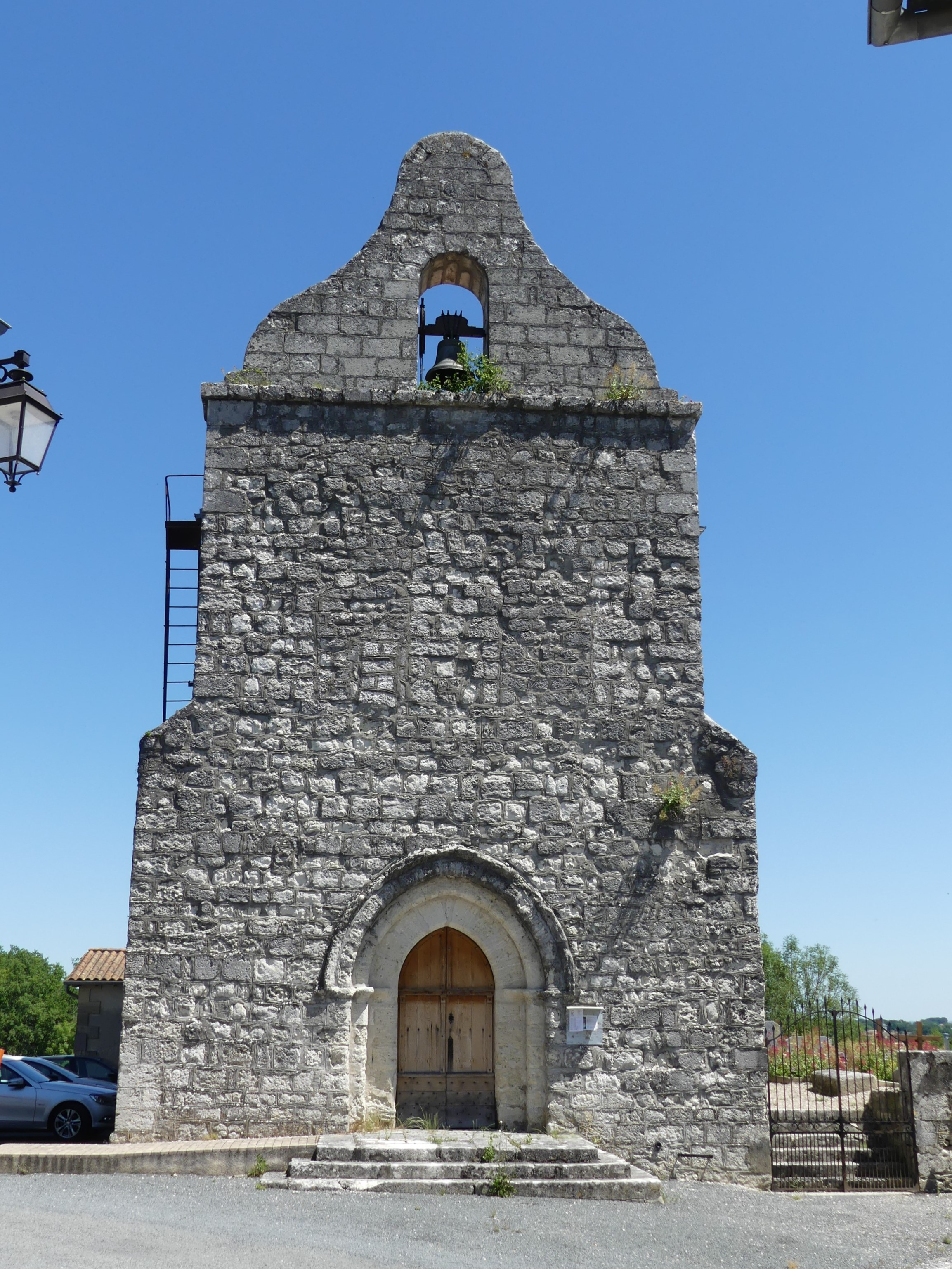
Westfassade
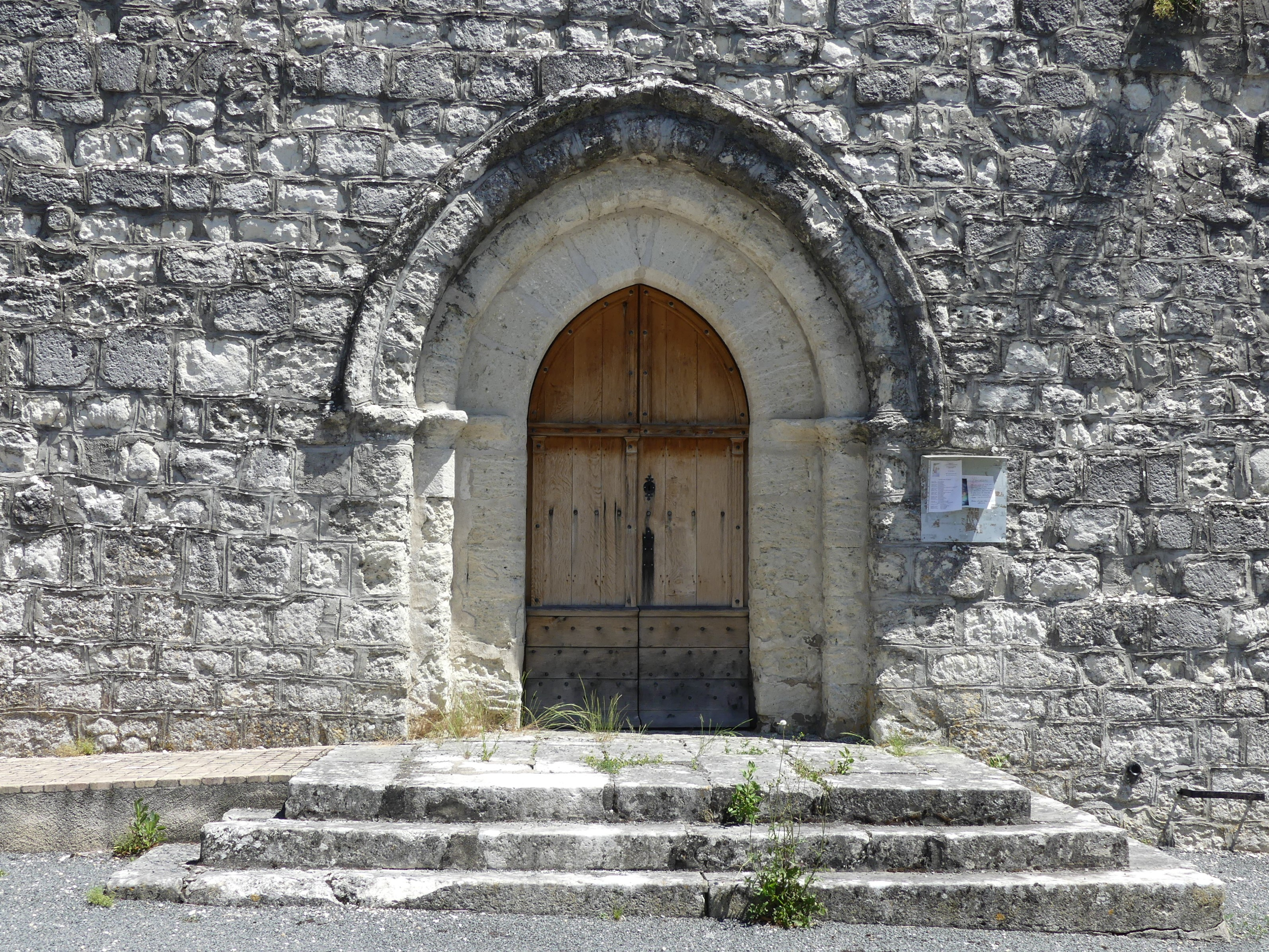
Eingangsportal